# شهرداری ارگلی
شهرداری ارگلی (به لاتین: Ērgļi Municipality) یک شهرداری در لتونی است که در کشور لتونی است. شهرداری ارگلی ۳٬۵۷۰ نفر جمعیت دارد.